# Jan Niecisław Baudouin de Courtenay
Jan Niecisław Baudouin de Courtenay (Radzymin, 13 marzo 1845 – Varsavia, 3 novembre 1929) è stato un linguista polacco.
È famoso per la sua teoria del fonema e dell'alternanza fonologica. Rispetto alla linguistica ottocentesca Baudouin distinse due tipi di studio: quello antropo-fonico, ovvero lo studio dei suoni dal punto di vista fisico e fisiologico (che oggi chiameremmo fonetica) e quello fonetico in senso stretto, ovvero lo studio dei suoni in rapporto col senso della parola (che oggi chiameremmo fonologia).

## Biografia
Dedicò la sua attenzione al dialetto resiano ed ai dialetti slavi del Torre (Italia), raccogliendo importantissimi materiali dialettologici negli anni 1873-1901, consegnati già nel 1902 alla Biblioteca Accademica Imperiale delle Scienze di San Pietroburgo: Materialy dlja južnoslavjanskoj dialektologiji i etnografiji (1895).  In questo libro dedicò 16 pagine a Monteaperta ("Viškòrša") scritte durante il suo soggiorno del 1873 e 1901 a Monteaperta. Fu amico di Paolo e Giovanni Pascolo di Monteaperta (Pàuli e Žwan Pascolo-Sòwt): "Per i N° 273-295, ..., sono debitore a Ivan Pascolo detto Sout, (Žwan Pascolo-Sòwt), di anni 65, di Monteaperta inferiore".
Fu docente in diverse università della Russia imperiale: Università di Kazan (1874-1883), Università di Tartu in (1883-1893), Università di Cracovia (1893-1899) ed Università di San Pietroburgo (1900-1918), dove era conosciuto col nome di Ivan Aleksandrovitch Baudouin de Courtenay (Иван Александрович Бодуэн де Куртенэ). Tra il 1919 e il 1929 fu invece professore a Varsavia, dopo l'indipendenza della Polonia. 
Sua figlia Cezaria Anna seguì in parte le sue orme in ambito linguistico.
Morì il 3 novembre 1929 a Varsavia (Polonia).